# Pit (Theater)
Der Pit (englisch für Grube oder Graben) war ein preiswerter Zuschauerbereich vor einer öffentlichen englischen Theaterbühne – meist ohne Bestuhlung und Überdachung –, welcher später zugunsten höher bepreister Sitzplätze buchstäblich in die hintersten Reihen zurückgedrängt wurde und heute in nahezu allen Theatern verschwunden ist.

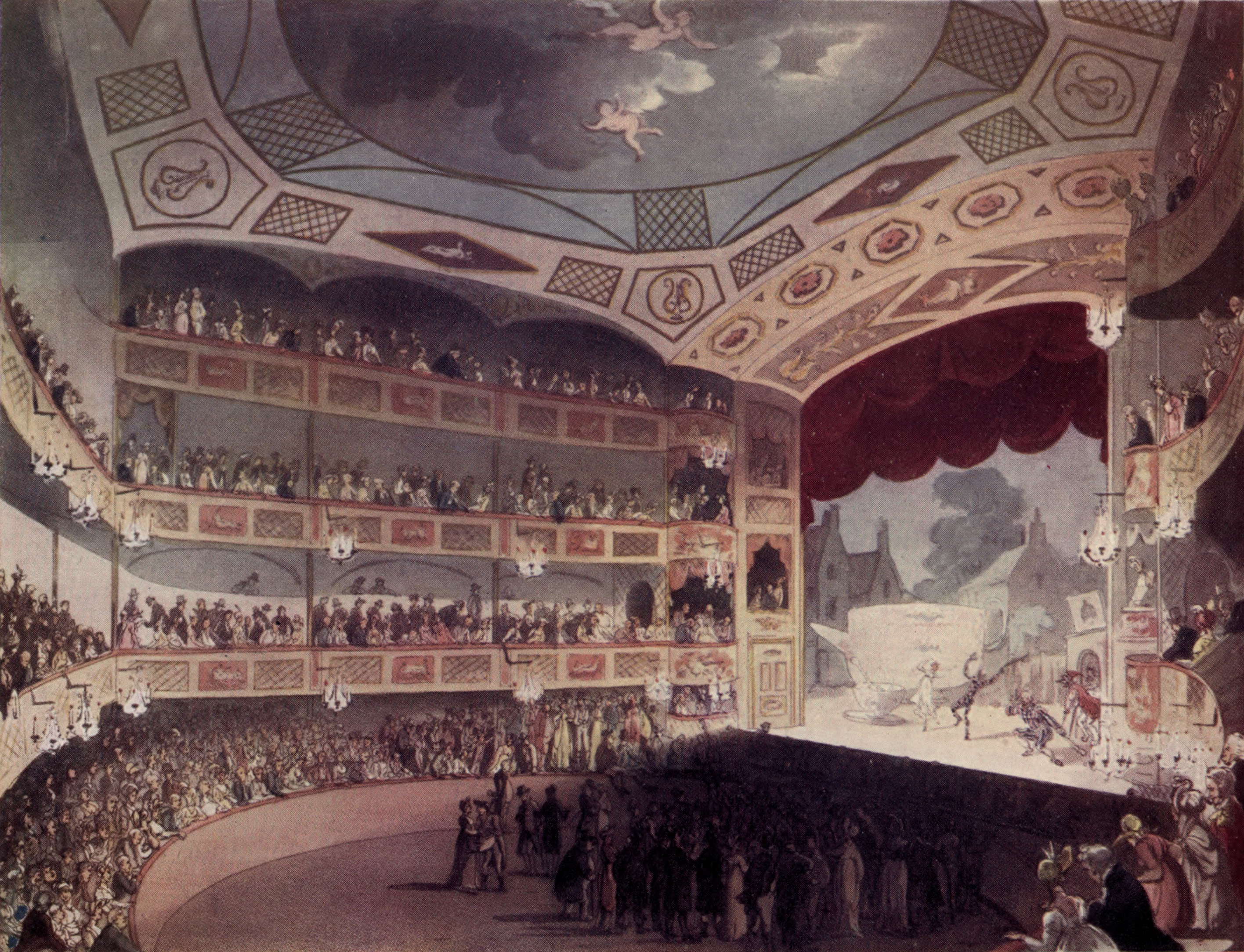
Unbestuhltes Theaterparkett im Royal Circus in London, 1810

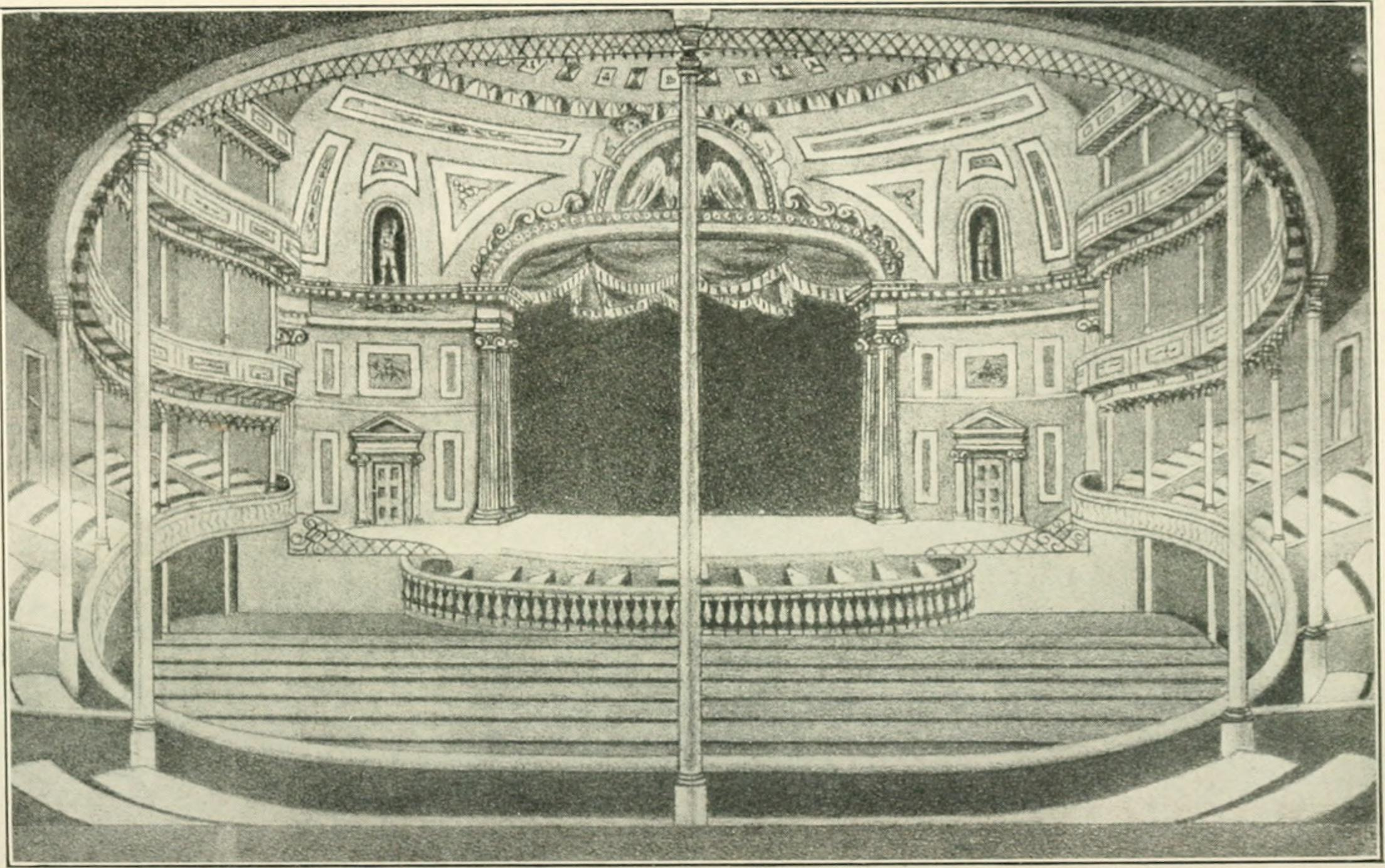
Der Pit im Chatham Theatre, New York (1839–1862)

## Aufbau
Der Aufbau der ersten öffentlichen Theater beinhaltete lediglich eine Bühne und einer Anordnung von überdachten Logen auf leicht erhöhtem Bodenniveau, welche im Halbkreis um die Bühne angeordnet waren.  Der etwas tiefere Bereich zwischen den schon damals hochpreisigen Logen und dem Theatergeschehen auf der Bühne war ohne Bestuhlung und dem einfachen Volk vorbehalten. Er erhielt die Bezeichnung Pit nach den Kampfplätzen der, bis zu ihrem Verbot 1835 in England (Schottland erst 1895), recht beliebten Hahnenkämpfe, welche Cock Pit (Hahn, Grube) hießen. Da der Bereich nicht überdacht war, die Zuschauer dem Wetter ausgesetzt waren und, je nach Besucherzahl, beliebig hin und her gelaufen werden konnte, wurde er auch Yard (Hof) genannt.
Im Gegensatz dazu waren privat geführte Theater an ein wohlhabenderes Publikum gerichtet und boten daher gleich eine vollständige Überdachung und Komplettbestuhlung an.

## Interaktion mit der Bühne
Obgleich die „billigen Plätze“ naturgemäß eher mittellose Theaterbesucher anzogen, gesellten sich auch wohlhabendere Menschen darunter, weil sie die oftmals lebendigere Atmosphäre schätzten. Diese beinhaltete auch die Tatsache, dass hier der mit Abstand lautstärkste Teil des Publikums war. Das wurde allerdings nicht immer von den Theatermachern goutiert. So beschrieb William Shakespeare die Zuschauer des Yards als „Groundlings“, als „größtenteils zu nichts fähig, als zu unerklärlich dummen Spektakel und Krach“. Die Zeitgenossen des Dramatikers vertraten ähnliche Ansichten. Sie sprachen mit höchster Verachtung von dem Teil des Publikums zu ihren Füßen. Sie wurden als „Narren“, „Vogelscheuchen“ und „regelrecht am Boden befindliche Menschen“ („understanding, grounded men“) beschrieben.
Die Zuschauer im Pit zeigten ungehindert ihre Zustimmung oder Ablehnung dessen, was ihnen präsentiert wurde. Daher wurde der Pit sehr einflussreich und die Stimmung konnte von Schriftstellern und Dramatikern nur schwer ignoriert werden. Da viele Besucher des Lesens und Schreibens nicht mächtig waren, kamen bisweilen auch Leute, die nicht wussten, welches Stück gegeben wurde und es kam vor, dass der Spielplan in letzter Minute geändert wurde, da „der Pit“ etwas anderes verlangte.

## Entwicklung
Im Laufe der Jahre bot man den Zuschauern mehr Komfort und bei neuen Theaterbauten oder Umbauten bestehender Theater überdachte man den Pit und stattete ihn mit einfachen Sitzbänken aus. Die Logen wanderten einige Meter nach oben und der Pit wurde nach hinten erweitert. Ab 1830 wurde der vordere Teil des Pits an der Bühne durch Reihen bequemerer Einzelsitze ersetzt, die „Stalls“ (vergl. Sperrsitz). Dies entspricht in etwa dem hiesigen Parkett (Theater). Nun wandelte sich auch die Bewertung dieser Plätze und das Preisgefüge änderte sich. Die Plätze direkt vor dem Spielgeschehen, bequem bestuhlt, wurden zu den teuersten und beliebtesten Zuschauerplätzen der Wohlhabenden. Die einfachen Leute wurden in den hinteren Bereich des Pits verbannt, bis auch diese Plätze zugunsten höherpreisiger Sitzplätze verdrängt wurden. Günstige Theaterplätze findet man heute nur noch auf den obersten Rängen mit der größten Entfernung und schlechtesten Sicht zur Bühne.
Heute wird im Englischen noch der Orchestergraben als Pit bezeichnet (Orchestra pit).